# الحدود الألمانية النمساوية

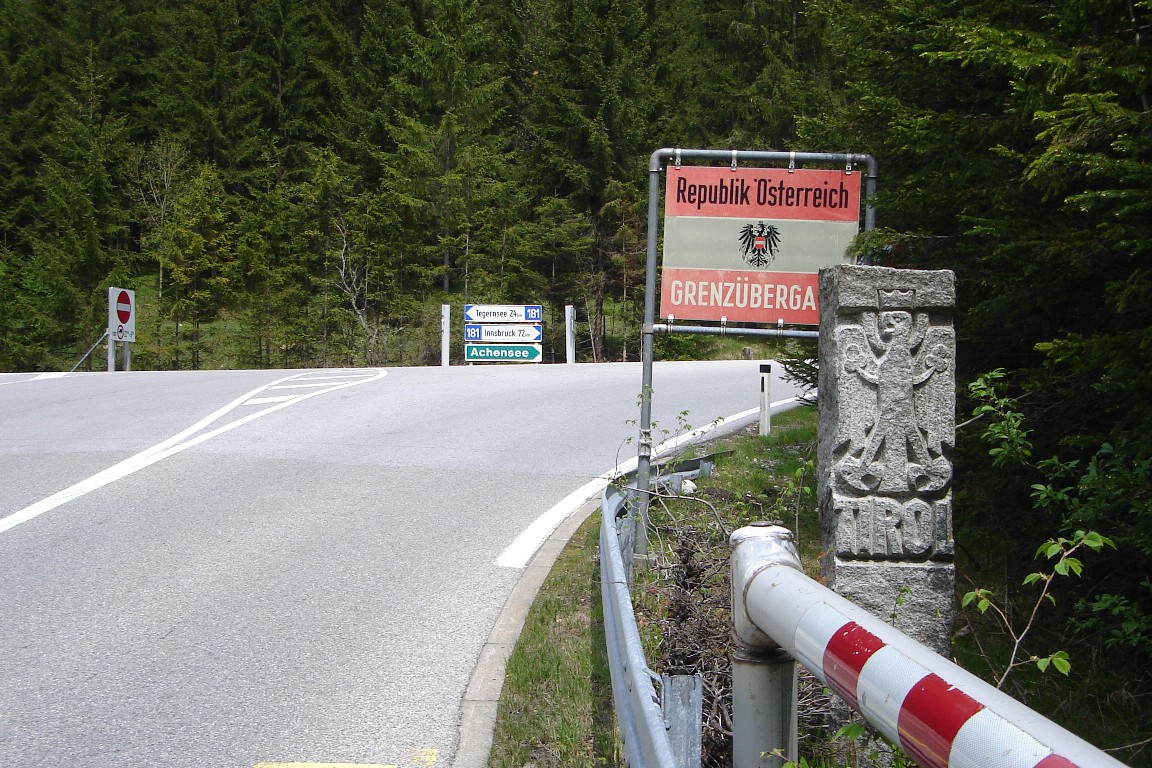

الحدود الألمانية النمساوية (بالإنجليزية:German-Austrian border) (بالألمانية:Grenze zwischen Deutschland und Österreich) هي حدود سياسية يبلغ طولها 815.9 كيلومتراً أو 185.0 كيلومتراً. وتقع في الشمال ألمانيا وفي الجنوب النمسا في أوروبا الوسطى.

## الولايات
الولايات الألمانية الواقعة على الحدود هي:
- بافاريا

الولايات النمساوية الواقعة على الحدود هي:
- النمسا العليا
- فورارلبرغ
- تيرول (ولاية)
- زالتسبورغ (ولاية)